# Iglesia de la Guarnición
La Iglesia de la Guarnición (en alemán: Garnisonkirche) fue una iglesia protestante ubicada en el centro histórico de Potsdam. Había sido construida por el rey Federico Guillermo I de Prusia, siguiendo los planes del arquitecto Philipp Gerlach de 1730 a 1735, y fue considerada como una referencia de la arquitectura barroca prusiana. Tenía una altura aproximada de 90 metros (295 pies), por lo que fue la construcción más alta de la ciudad y signo característico de su skyline. Por otra parte, la iglesia era parte de la conocida como «vista de las tres iglesias», junto con las iglesias de San Nicolás y la del Espíritu Santo. La construcción fue severamente dañada por los bombardeos británicos en la Segunda Guerra Mundial, y las autoridades de la República Democrática Alemana la demolieron completamente en 1968 por motivos ideológicos. Sin embargo, tras la reunificación alemana, la iglesia se encuentra en proceso de reconstrucción como centro de memoria y reconciliación.
La Iglesia de la Guarnición fue una construcción significativa en la historia de Alemania. Johann Sebastian Bach, Alejandro I de Rusia, Napoleón y otros visitaron la misma. Asimismo, fue el sitio de sepultura de Federico Guillermo I y su hijo Federico el Grande. El primer consejo de la ciudad de Potsdam se reunió por primera vez en ella, como también luteranos y calvinistas fundaron en ella la Unión de Iglesias Evangélicas de Prusia. Asimismo, ha sido lugar de muchos conciertos de música clásica. Durante la época de la Alemania Nazi, la iglesia fue utilizada con fines propagandísticos, aunque muchos de los implicados en la conspiración del 20 de julio pertenecían a ella.